# EA Phenomic
EA Phenomic – niemieckie studio produkujące gry komputerowe, założone w 1997 roku pod nazwą Phenomic Game Development przez Volkera Werticha. 23 sierpnia 2006 roku studio zostało przejęte przez Electronic Arts i zmieniło nazwę na EA Phenomic.
EA Phenomic zajmowało się tworzeniem gier strategicznych czasu rzeczywistego (RTS).
W lipcu 2013 roku liczące 60 pracowników studio zostało zamknięte.

## Gry wyprodukowane przez studio
| Gra                                   | Rok wydania | Platforma              |
| ------------------------------------- | ----------- | ---------------------- |
| SpellForce: Zakon Świtu               | 2003        | PC (Microsoft Windows) |
| SpellForce: Oddech Zimy               | 2004        | PC (Microsoft Windows) |
| SpellForce: Cień Feniksa              | 2004        | PC (Microsoft Windows) |
| SpellForce 2: Czas Mrocznych Wojen    | 2006        | PC (Microsoft Windows) |
| SpellForce 2: Władca Smoków           | 2007        | PC (Microsoft Windows) |
| BattleForge                           | 2009        | PC (Microsoft Windows) |
| Lord of Ultima                        | 2010        | PC (Microsoft Windows) |
| Command & Conquer: Tiberium Alliances | 2012        | PC (Microsoft Windows) |